# Hrabstwo Maverick

Piramida wieku hrabstwa

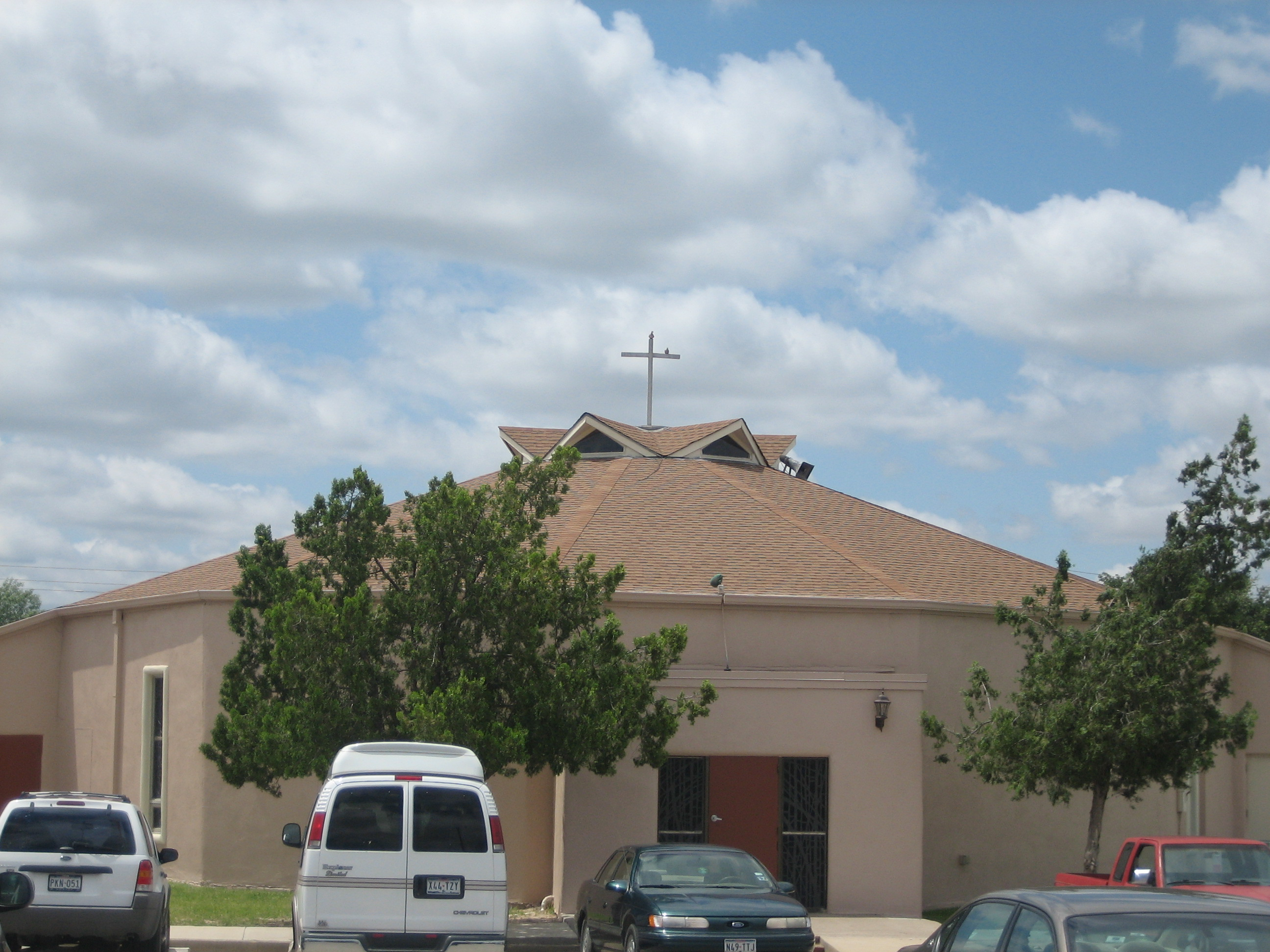
Kościół katolicki w Eagle Pass

Hrabstwo Maverick – hrabstwo położone w USA w stanie Teksas. Utworzone w 1856 r. Siedzibą hrabstwa jest miasto Eagle Pass.

## Gospodarka
- wydobycie ropy naftowej i gazu ziemnego[1]
- turystyka[2]
- hodowla owiec, kóz i bydła[3][2]
- uprawa orzechów pekan, warzyw, kantalup i melonów[3].

W 2020 roku najpopularniejszymi sektorami zatrudnienia osób mieszkających w hrabstwie Maverick są: opieka zdrowotna i pomoc społeczna (3564 osób), handel detaliczny (2589 osób), usługi edukacyjne (2333 osoby), administracja publiczna (2157 osób) i transport i zakwaterowanie (1844 osób). 

## Miasta
- Eagle Pass

## CDP
- Chula Vista
- Eidson Road
- El Indio
- Elm Creek
- Fabrica
- Las Quintas Fronterizas
- Quemado
- Radar Base
- Rosita
- Seco Mines
- Siesta Acres

## Sąsiednie hrabstwa i gminy
- Hrabstwo Kinney (północ)
- Hrabstwo Zavala (wschód)
- Hrabstwo Dimmit (wschód)
- Hrabstwo Uvalde (północny wschód)
- Hrabstwo Webb (południe)
- Gmina Guerrero, Coahuila, Meksyk (południe)
- Gmina Jiménez, Coahuila, Meksyk (zachód)
- Gmina Piedras Negras, Coahuila , Meksyk (południe)

## Demografia
W latach 2010–2020 populacja hrabstwa wzrosła o 6,7% do 57,9 tys. mieszkańców, w tym byli:
- Latynosi – 95%
- biali nielatynoscy – 2,7%
- rdzenni Amerykanie – 1,8%
- czarni lub Afroamerykanie – 0,8%
- Azjaci – 0,6%.

## Religia
W 2020 roku większość (64,6%) mieszkańców wyznaje katolicyzm. Blisko 10% deklaruje członkostwo w Kościołach ewangelikalnych (w większości bezdenominacyjnych i zielonoświątkowych). 2,1% to świadkowie Jehowy i 1,6% to mormoni. 